# Кальвос-де-Рандін
Кальвос-де-Рандін (гал. Calvos de Randín, ісп. Calvos de Randín) — муніципалітет в Іспанії, у складі автономної спільноти Галісія, у провінції Оренсе. Населення — 1093 осіб (2009).

## Географія
Муніципалітет розташований на португальсько-іспанському кордоні.
Муніципалітет розташований на відстані близько 390 км на північний захід від Мадрида, 47 км на південь від Оренсе.
Муніципалітет складається з таких паррокій: Кальвос, Кастелаус, Феас, Гольпельяс, Лобас, Рандін, Ріосеко, Рубіас-дос-Міштос, Віла.

## Історія
З 10-12 ст. по 1864 рік на межі сучасних муніципалітетів Кальвос-де-Рандін та Бальтар існувала незалежна мікродержава Коуту-Мішту.

## Демографія
Динаміка населення (INE ):

## Галерея зображень

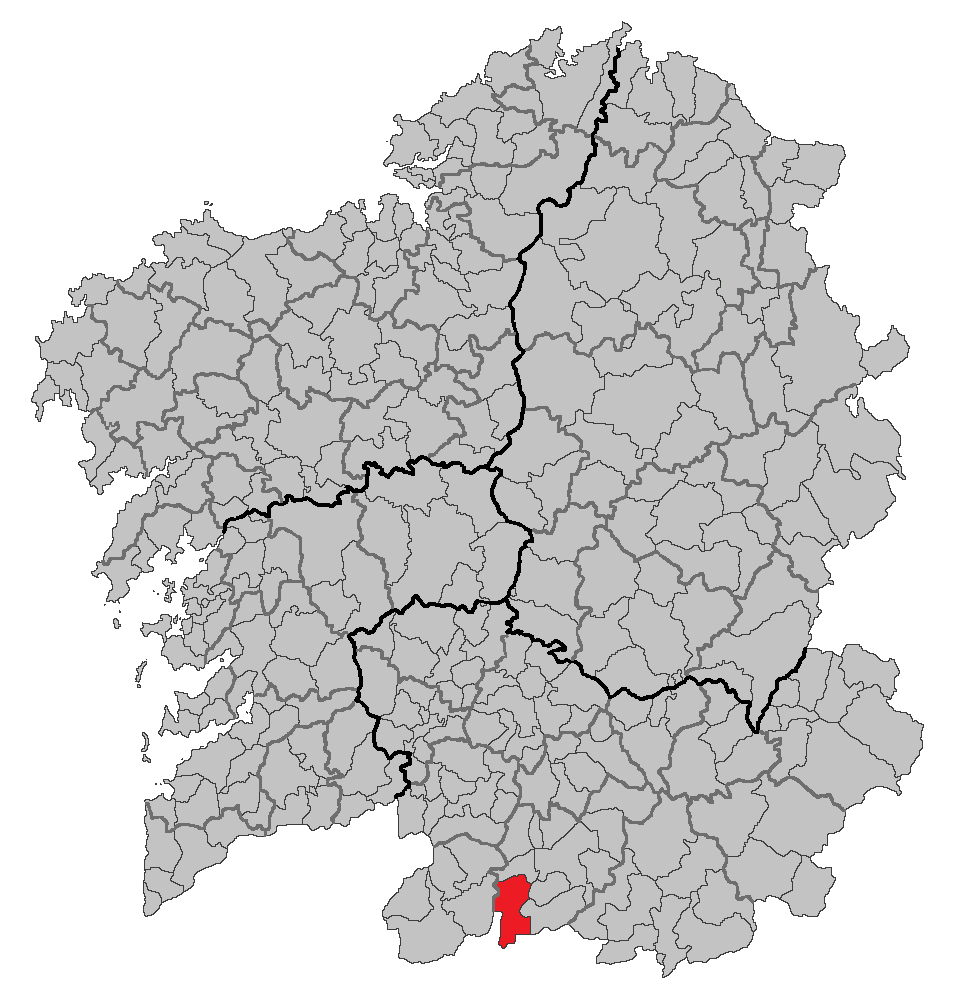
Розташування муніципалітету